# 住吉駅 (東京都)
住吉駅（すみよしえき）は、東京都江東区にある、東京都交通局（都営地下鉄）・東京地下鉄（東京メトロ）の駅。
都営地下鉄の新宿線と東京メトロの半蔵門線が乗り入れ、接続駅となっている。それぞれに駅番号が割り当てられており、新宿線がS 13、半蔵門線がZ 12。
所在地は東京都交通局が住吉二丁目、東京メトロが猿江二丁目となっている。

## 歴史
- 1978年（昭和53年）12月21日：都営地下鉄新宿線の駅が開業。
- 2003年（平成15年）3月19日：帝都高速度交通営団（営団地下鉄）半蔵門線の駅が開業し、乗換駅となる[1][2]。
- 2004年（平成16年）4月1日：営団地下鉄の民営化に伴い、半蔵門線の駅が東京地下鉄（東京メトロ）に継承される[3]。
- 2007年（平成19年）3月18日：ICカード「PASMO」の利用が可能となる[4]。
- 2018年（平成30年）9月13日：半蔵門線の駅に発車メロディを導入[5]。

## 駅構造

### 東京都交通局
新大橋通りと四ツ目通りの交差点の下に駅がある。中柱のある相対式ホーム2面2線を有する地下駅である。新宿寄りに非常時折り返し運転用の片渡り線が設置されている。
半蔵門線が開業するまで、改札口は地下1階にあったが、開業後は半蔵門線との乗り換えの便宜を図る目的で地下2階に移転し、同時に地下1階の全体が改札外コンコースとなった。移転後は改札口が方面別とされ、改札内でのホーム間移動ができない構造となっている。

#### のりば
| 番線 | 路線       | 行先              |
| ---- | ---------- | ----------------- |
| 1    | 都営新宿線 | 新宿・ 京王線方面 |
| 2    | 都営新宿線 | 本八幡方面        |

（出典：都営地下鉄:駅構内図）

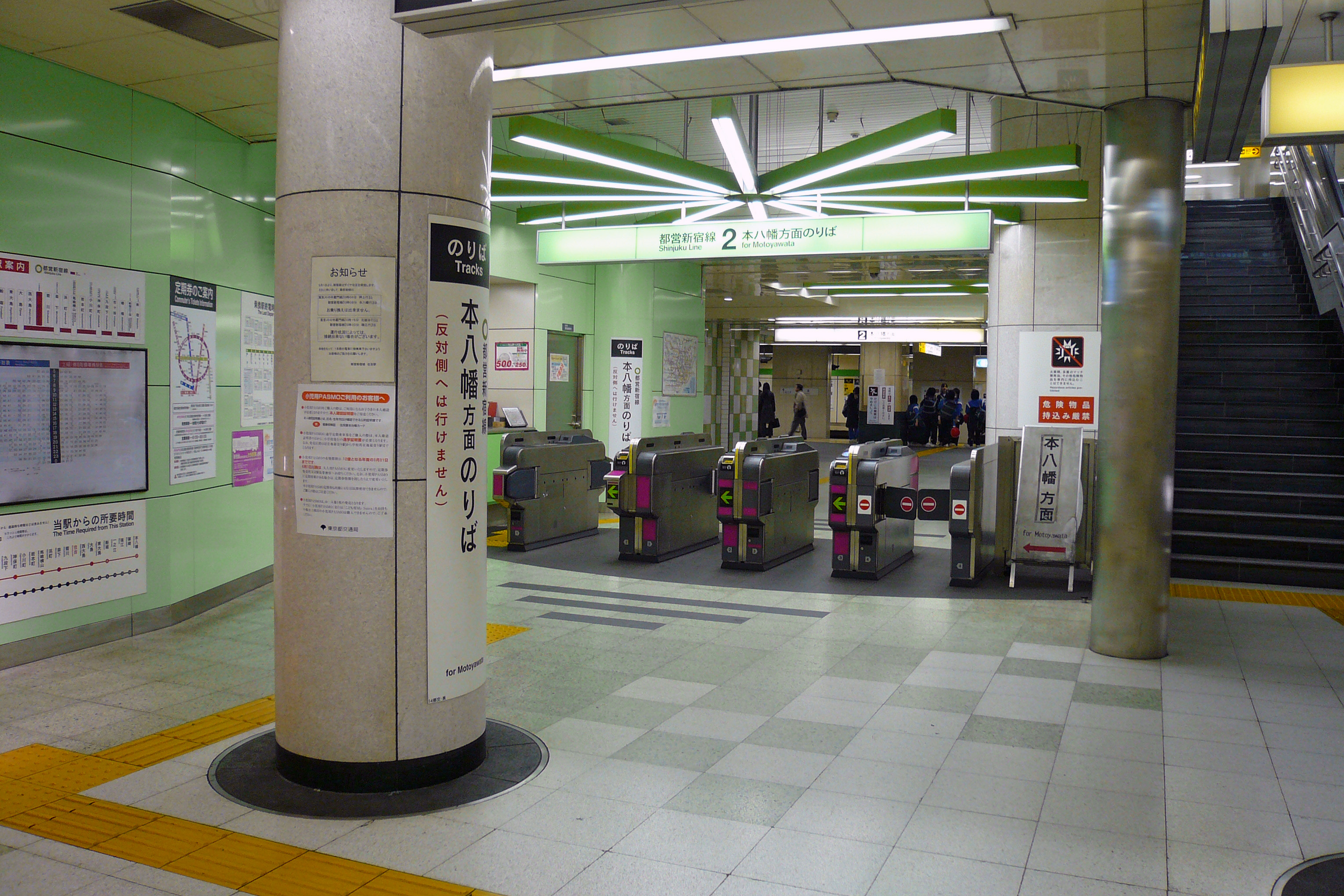
本八幡方面改札口（2007年3月）
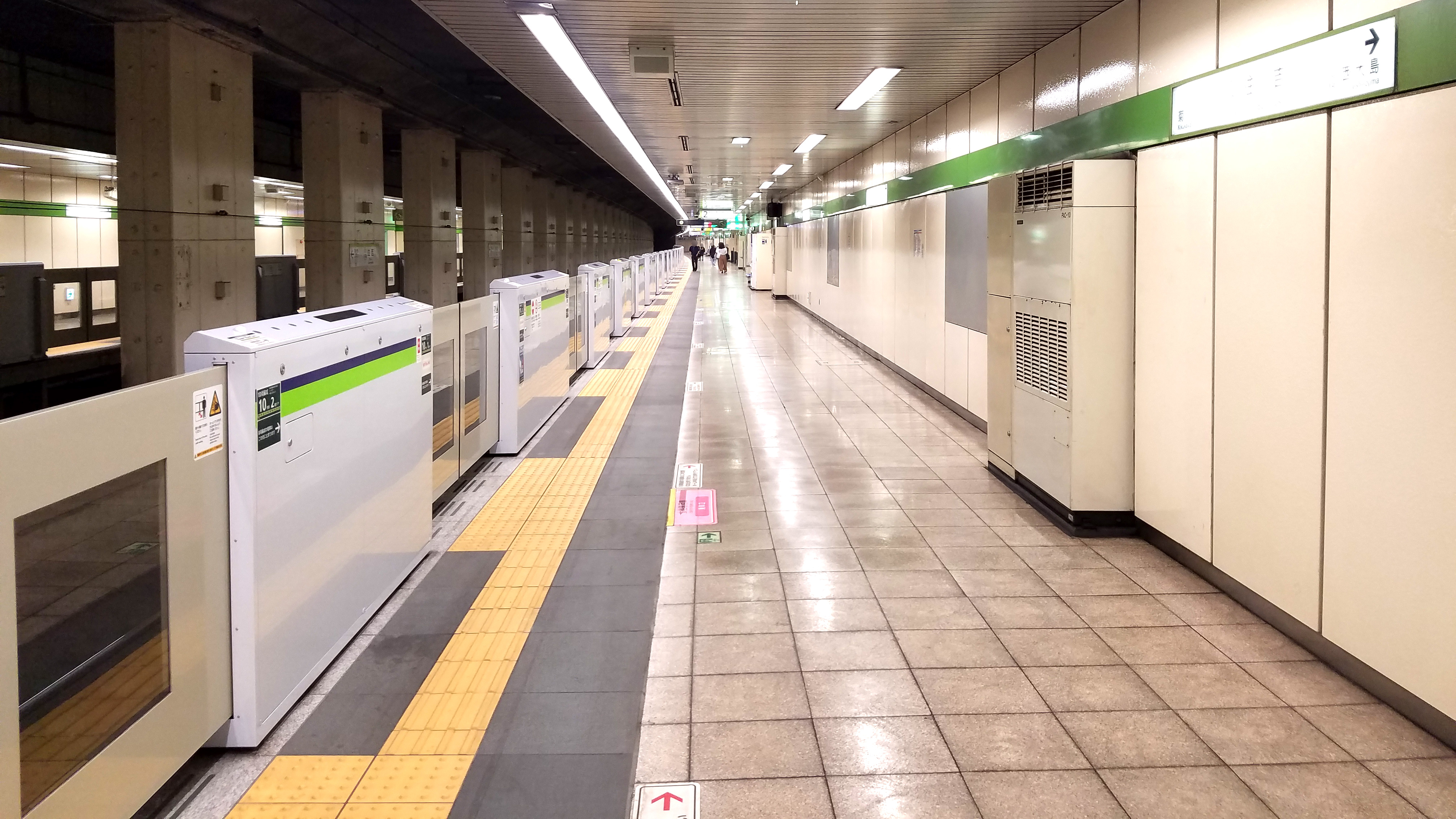
ホーム（2019年8月）

### 東京メトロ
2層構造の地下駅で、地下3階が1番線、地下4階が2番線であり、それぞれ島式ホーム1面2線となっている。片側は留置線として使われているため、フェンスが設けられて旅客用としては使われていないが、豊洲方面からの有楽町線分岐線（建設中）の接続に対応した設計となっている。
留置線は押上駅・清澄白河駅終着列車の回送留置に利用され、当駅終着列車の設定はないが、渋谷方面への当駅始発列車が平日2本・土休日1本設定されている。なお配線の都合上、地下3階留置線からの出庫時・地下4階留置線への入庫時には、錦糸町側の本線上で折り返しを行う。
改札口は地下2階に2か所設置されており、都営新宿線へも同一フロアで乗り換えることが可能である。ただし、前記したように都営新宿線は改札内で反対側のホームに直接連絡していない。
当駅は、「日本橋駅務管区住吉地域」として近隣の駅を管理している。
半蔵門線当駅の深さはA線ホーム（押上方面・2番線）で32.6 m、B線ホーム（渋谷方面・1番線）で25.3 mであり、A線ホームは半蔵門線全駅でも永田町駅（36.0 m）に続いて2番目に深い。また、東京地下鉄全駅からでも6番目に深い駅である。東京地下鉄における「駅の深さ」とは、駅中心部における地表からレール面までの深さを表す。このほか、A線（押上方面・2番線）ホーム面の標高はマイナス31.0 mであり、東京の地下鉄で最も標高の低い場所に位置する。

#### のりば
| 番線 | 路線     | 行先                                     |
| ---- | -------- | ---------------------------------------- |
| 1    | 半蔵門線 | 渋谷・長津田・中央林間方面               |
| 2    | 半蔵門線 | 押上〈スカイツリー前〉・久喜・南栗橋方面 |

（出典：東京メトロ:構内図）

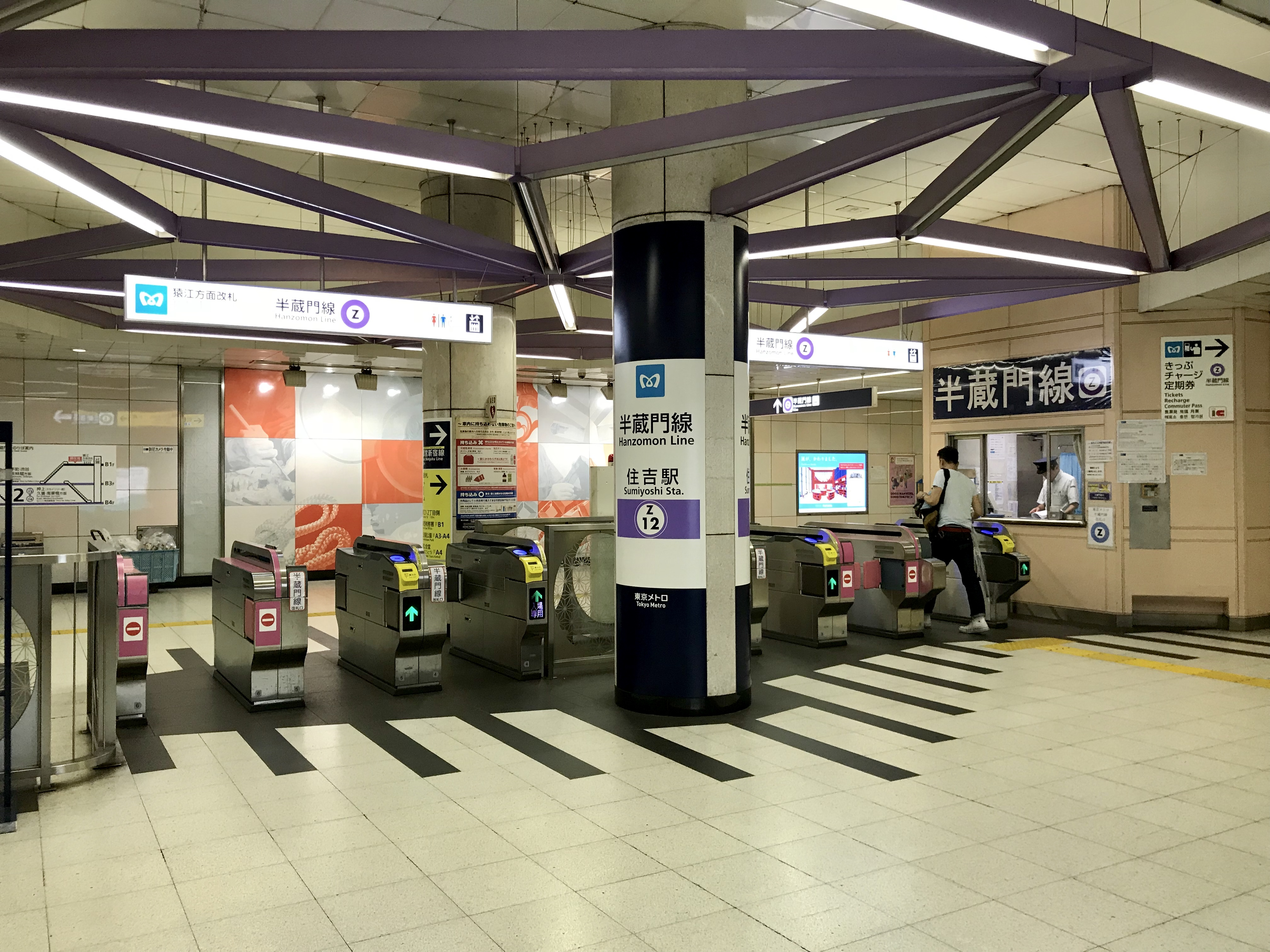
猿江方面改札口（2018年9月）
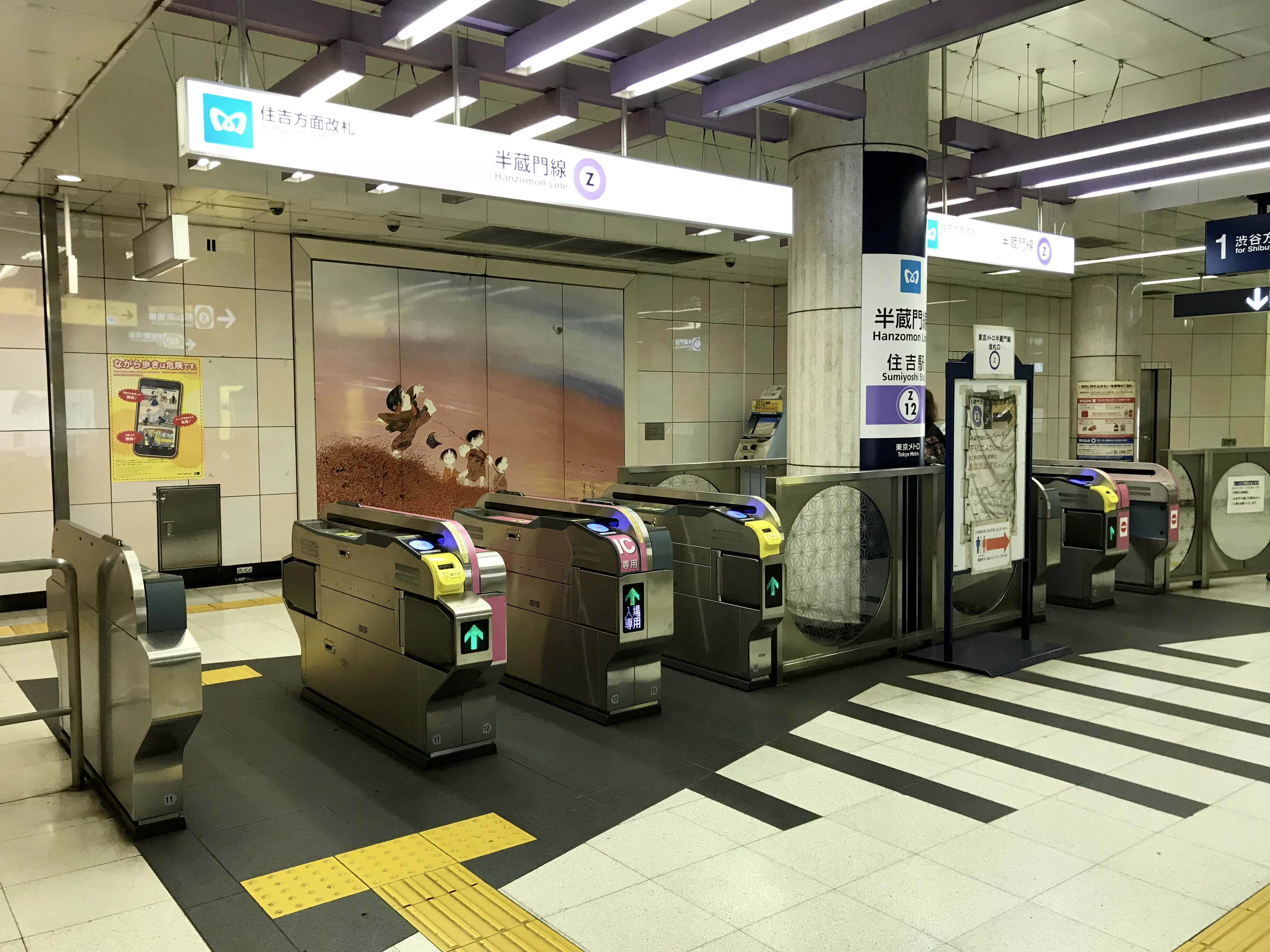
住吉方面改札口（2018年9月）
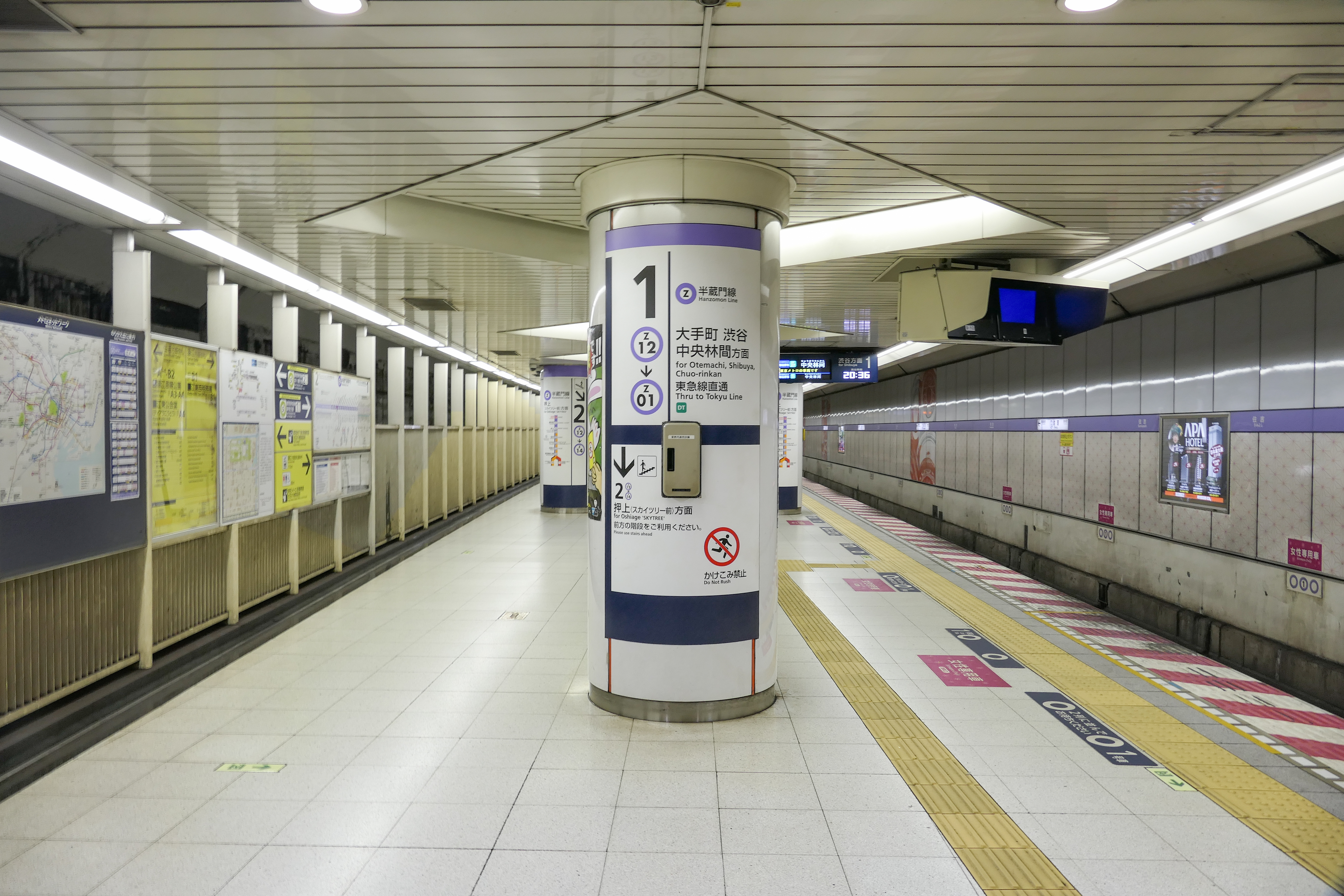
1番線ホーム（2023年6月）
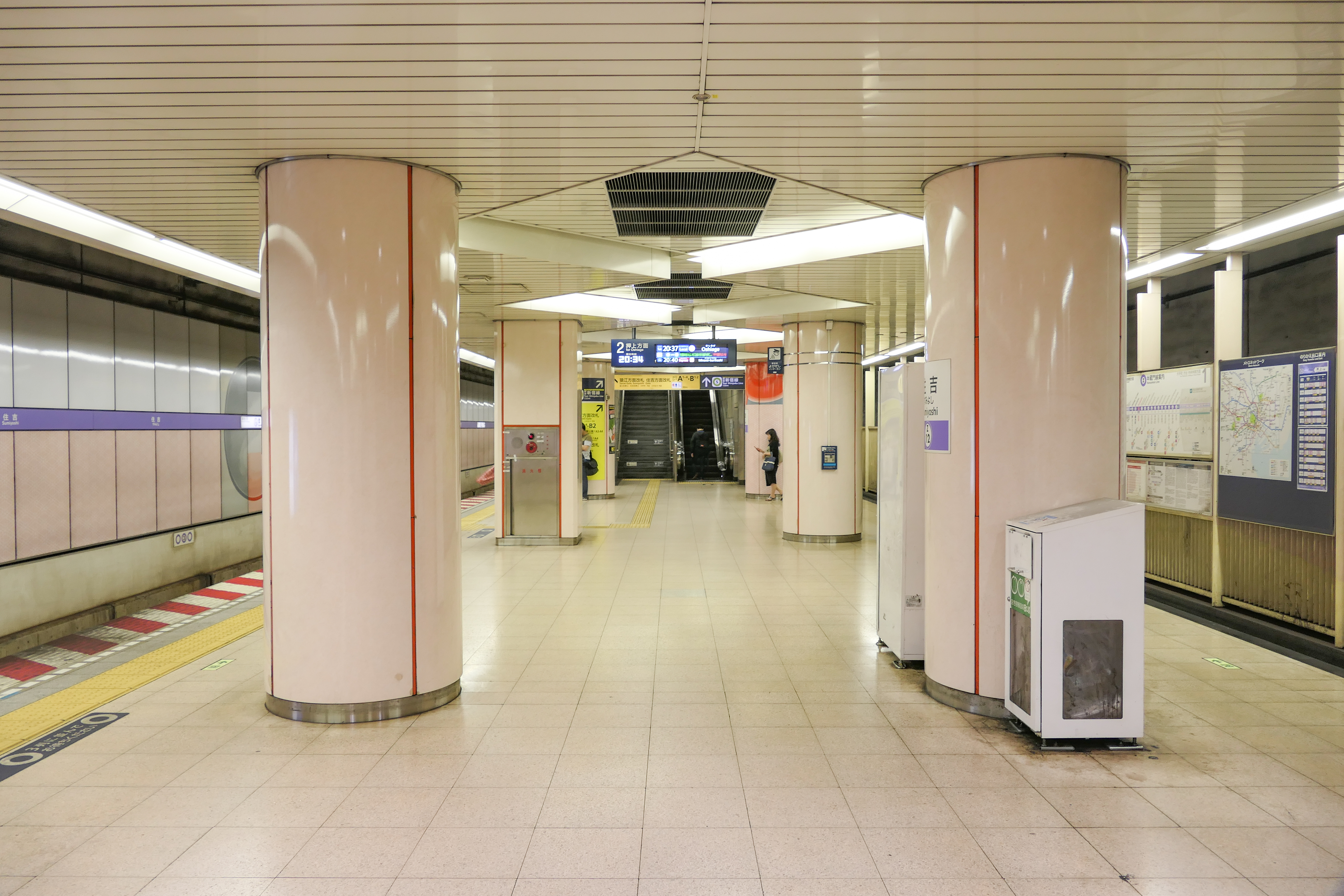
2番線ホーム（2023年6月）

#### 発車メロディ
2018年（平成30年）9月13日からスイッチ制作の発車メロディ（発車サイン音）を使用している。
曲は1番線が「深呼吸」、2番線が「花霞」（いずれも福嶋尚哉作曲）である。

## 利用状況
- 都営地下鉄 - 2023年度の1日平均乗降人員は39,815人（乗車人員：19,918人、降車人員：19,897人）であり[都交 1]、急行停車駅の大島駅よりも多い。ただし接続路線のある駅では最少の値。
- 東京メトロ - 2024年度の1日平均乗降人員は54,816人である[メトロ 1]。開業前の予想乗降人員は16,000人だった。2015年度は半蔵門線で最も少なかったが、2016年度に隣駅の清澄白河駅を抜いた。

近年の1日平均乗降・乗車人員推移は下表の通りである。

### 年度別1日平均乗降人員
近年の1日平均乗降人員の推移は下表の通り。
| 年度               | 都営地下鉄       | 都営地下鉄 | 営団 / 東京メトロ | 営団 / 東京メトロ |
| 年度               | 1日平均 乗降人員 | 増加率     | 1日平均 乗降人員  | 増加率            |
| ------------------ | ---------------- | ---------- | ----------------- | ----------------- |
| 2002年（平成14年） |                  |            | 13,999            | [ 備考 1 ]        |
| 2003年（平成15年） | 28,091           |            | 22,813            | 63.0%             |
| 2004年（平成16年） | 29,302           | 4.3%       | 27,081            | 18.7%             |
| 2005年（平成17年） | 30,207           | 3.1%       | 30,170            | 11.4%             |
| 2006年（平成18年） | 31,549           | 4.4%       | 32,765            | 8.6%              |
| 2007年（平成19年） | 33,805           | 7.2%       | 36,292            | 10.8%             |
| 2008年（平成20年） | 35,055           | 3.7%       | 37,844            | 4.3%              |
| 2009年（平成21年） | 35,665           | 1.7%       | 39,236            | 3.7%              |
| 2010年（平成22年） | 36,257           | 1.7%       | 41,150            | 4.9%              |
| 2011年（平成23年） | 37,964           | 4.7%       | 43,767            | 6.4%              |
| 2012年（平成24年） | 38,941           | 2.6%       | 46,400            | 6.0%              |
| 2013年（平成25年） | 39,529           | 1.5%       | 48,020            | 3.5%              |
| 2014年（平成26年） | 40,063           | 1.4%       | 49,893            | 3.9%              |
| 2015年（平成27年） | 41,244           | 2.9%       | 52,314            | 4.9%              |
| 2016年（平成28年） | 42,578           | 3.2%       | 54,658            | 4.5%              |
| 2017年（平成29年） | 44,268           | 4.0%       | 57,015            | 4.3%              |
| 2018年（平成30年） | 44,760           | 1.1%       | 58,854            | 3.2%              |
| 2019年（令和元年） | 44,974           | 0.5%       | 60,041            | 2.0%              |
| 2020年（令和02年） | 32,983           | −26.7%     | 42,296            | −29.6%            |
| 2021年（令和03年） | 34,365           | 4.2%       | 44,366            | 4.9%              |
| 2022年（令和04年） | 37,040           | 7.8%       | 49,114            | 10.7%             |
| 2023年（令和05年） | 39,815           | 7.5%       | 52,392            | 6.7%              |
| 2024年（令和06年） |                  |            | 54,816            | 4.6%              |

### 年度別1日平均乗車人員（1978年 - 2000年）
| 年度               | 都営地下鉄 | 出典              |
| ------------------ | ---------- | ----------------- |
| 1978年（昭和53年） | 1,010      | [ 東京都統計 1 ]  |
| 1979年（昭和54年） | 1,216      | [ 東京都統計 2 ]  |
| 1980年（昭和55年） | 3,195      | [ 東京都統計 3 ]  |
| 1981年（昭和56年） | 3,740      | [ 東京都統計 4 ]  |
| 1982年（昭和57年） | 4,271      | [ 東京都統計 5 ]  |
| 1983年（昭和58年） | 4,604      | [ 東京都統計 6 ]  |
| 1984年（昭和59年） | 5,030      | [ 東京都統計 7 ]  |
| 1985年（昭和60年） | 5,175      | [ 東京都統計 8 ]  |
| 1986年（昭和61年） | 5,918      | [ 東京都統計 9 ]  |
| 1987年（昭和62年） | 6,607      | [ 東京都統計 10 ] |
| 1988年（昭和63年） | 7,414      | [ 東京都統計 11 ] |
| 1989年（平成元年） | 8,918      | [ 東京都統計 12 ] |
| 1990年（平成02年） | 9,197      | [ 東京都統計 13 ] |
| 1991年（平成03年） | 9,383      | [ 東京都統計 14 ] |
| 1992年（平成04年） | 9,811      | [ 東京都統計 15 ] |
| 1993年（平成05年） | 10,055     | [ 東京都統計 16 ] |
| 1994年（平成06年） | 10,499     | [ 東京都統計 17 ] |
| 1995年（平成07年） | 10,636     | [ 東京都統計 18 ] |
| 1996年（平成08年） | 10,688     | [ 東京都統計 19 ] |
| 1997年（平成09年） | 10,482     | [ 東京都統計 20 ] |
| 1998年（平成10年） | 10,362     | [ 東京都統計 21 ] |
| 1999年（平成11年） | 10,164     | [ 東京都統計 22 ] |
| 2000年（平成12年） | 10,373     | [ 東京都統計 23 ] |

### 年度別1日平均乗車人員（2001年以降）
近年の1日平均乗車人員の推移は下表の通り。
| 年度               | 都営地下鉄 | 営団 / 東京メトロ | 出典              |
| ------------------ | ---------- | ----------------- | ----------------- |
| 2001年（平成13年） | 10,751     | 未開業            | [ 東京都統計 24 ] |
| 2002年（平成14年） | 11,074     | 9,000             | [ 東京都統計 25 ] |
| 2003年（平成15年） | 13,962     | 11,352            | [ 東京都統計 26 ] |
| 2004年（平成16年） | 14,657     | 13,712            | [ 東京都統計 27 ] |
| 2005年（平成17年） | 15,104     | 15,208            | [ 東京都統計 28 ] |
| 2006年（平成18年） | 15,715     | 16,584            | [ 東京都統計 29 ] |
| 2007年（平成19年） | 16,809     | 18,393            | [ 東京都統計 30 ] |
| 2008年（平成20年） | 17,495     | 19,052            | [ 東京都統計 31 ] |
| 2009年（平成21年） | 17,835     | 19,633            | [ 東京都統計 32 ] |
| 2010年（平成22年） | 18,119     | 20,622            | [ 東京都統計 33 ] |
| 2011年（平成23年） | 18,966     | 21,959            | [ 東京都統計 34 ] |
| 2012年（平成24年） | 19,434     | 23,144            | [ 東京都統計 35 ] |
| 2013年（平成25年） | 19,730     | 24,093            | [ 東京都統計 36 ] |
| 2014年（平成26年） | 20,017     | 24,989            | [ 東京都統計 37 ] |
| 2015年（平成27年） | 20,631     | 26,180            | [ 東京都統計 38 ] |
| 2016年（平成28年） | 21,310     | 27,342            | [ 東京都統計 39 ] |
| 2017年（平成29年） | 22,153     | 28,537            | [ 東京都統計 40 ] |
| 2018年（平成30年） | 22,425     | 29,438            | [ 東京都統計 41 ] |
| 2019年（令和元年） | 22,528     | 30,038            | [ 東京都統計 42 ] |
| 2020年（令和02年） | 16,552     |                   |                   |
| 2021年（令和03年） | 17,223     |                   |                   |
| 2022年（令和04年） | 18,542     |                   |                   |
| 2023年（令和05年） | 19,918     |                   |                   |

備考
1. 1 2  開業日（3月19日）から同年3月31日までの計13日間を集計したデータ。
2. ↑  開業日（12月21日）から翌年3月31日までの計101日間を集計したデータ。

## 駅周辺
- 伊勢ヶ濱部屋
- 猿江恩賜公園
  - ティアラこうとう
- 猿江神社
- 江東区児童会館
- 東京都立科学技術高等学校
- 東京都立墨東特別支援学校
- 江東西税務署
- 江東区男女共同参画推進センター（パルシティ江東）
- 江東区スポーツ会館
- 江東住吉郵便局
- 日本ヒューレット・パッカード本社
- 東京フットボールクラブ本社
  - FC東京深川グランド
- ニトリ江東猿江店
- ライフ深川猿江店
- 四ツ目通り
- 新大橋通り
- 小名木川
  - 扇橋閘門

## バス路線
最寄りのバス停留所は住吉駅前バス停となる。東京都交通局により運行される以下の路線バスが発着する。
- 錦11：築地駅前行
- 錦13：晴海埠頭行・豊洲駅前行・深川車庫前行
- 東22：東陽町駅前行・東京駅丸の内北口行 / 錦糸町駅前行
- 錦22：臨海車庫行 / 錦糸町駅前行
- 錦28：東大島駅前行 / 錦糸町駅前行

## 隣の駅
東京都交通局（都営地下鉄）
 都営新宿線

■急行
通過
■各駅停車
菊川駅 (S 12) - 住吉駅 (S 13) - 西大島駅 (S 14)
東京地下鉄（東京メトロ）
 半蔵門線
清澄白河駅 (Z 11) - 住吉駅 (Z 12) - 錦糸町駅 (Z 13)